# Никола Станков
Никола Давидков Станков е български революционер, деец на Вътрешната македоно-одринска революционна организация.

## Биография
Никола Станков е роден на 19 декември 1884 година в кривопаланечкото село Търново, тогава в Османската империя. Влиза във ВМОРО и в 1903 година по време на Илинденско-Преображенското въстание е в четата на Атанас Бабата. От септември 1904 година е в четата на Петър Ангелов. В 1906 година е в четата на Щерьо Влаха. След това се оттегля в Свободна България и се установява в Кюстендил.
Умира след 1950 година.